# Jorge Hurtarte
Jorge Toribio Hurtarte Chacón (Ciudad de Guatemala; 23 de abril de 1944) es un exfutbolista guatemalteco que se desempeñaba como centrocampista.

## Trayectoria
Es apodado "el mapache" e hizo su debut en la Liga Nacional de Guatemala a los 20 años, con el equipo de la Universidad de San Carlos. En el club universitario, jugó con otros grandes futbolistas como Hugo Peña y Peter Sandoval.
En 1970 fue fichado por el Cementos Novella. Fichó con el Municipal en 1971, pero este fue su único año ya que al siguiente, se fue al Aurora y después se marchó al modesto Galcasa, donde se retiró en 1981.

## Selección nacional
En 1967, fue campeón del Campeonato de Naciones de la Concacaf con la selección de Guatemala. Más tarde, participó en ambos juegos contra El Salvador en las eliminatorias para el Mundial de 1974, accediendo al Campeonato Concacaf de 1973, pero no fue llamado a jugarla.
Los dos tuvieron méritos en jugar dicha olimpiada, ya que jugaron y lograron el segundo lugar del torneo preolímpico. Estando en los Juegos, fue el dorsal 10 y únicamente estuvo en el empate a 0 con Israel, siendo el primer partido de los tres, ya que Guatemala quedó en fase de grupos.

### Participaciones en Juegos Olímpicos
| Torneo                   | Sede     | Resultado     |
| ------------------------ | -------- | ------------- |
| Juegos Olímpicos de 1976 | Montreal | Primera ronda |

## Clubes
| Club                      | País      | Año       |
| ------------------------- | --------- | --------- |
| Universidad de San Carlos | Guatemala | 1964-1970 |
| Cementos Novella          | Guatemala | 1970-1971 |
| Municipal                 | Guatemala | 1971-1972 |
| Aurora                    | Guatemala | 1973-1979 |
| Galcasa                   | Guatemala | 1979-1981 |

## Palmarés

### Títulos nacionales
| Título        | Equipo | País      | Año  |
| ------------- | ------ | --------- | ---- |
| Liga Nacional | Aurora | Guatemala | 1975 |
| Liga Nacional | Aurora | Guatemala | 1978 |

### Títulos internacionales
| Título                                | Equipo (*) | País      | Año  |
| ------------------------------------- | ---------- | --------- | ---- |
| Campeonato de Naciones de la Concacaf | Guatemala  | Honduras  | 1967 |
| Copa Fraternidad Centroamericana      | Aurora     | Guatemala | 1976 |

(*) Incluyendo la selección.